# Тепляков, Василий Ефимович
Васи́лий Ефи́мович Тепляко́в (13 января 1913, Арзамасцево, Вятская губерния — 20 февраля 1972, Арзамасцево, Удмуртская АССР) — командир орудия 765-го истребительного противотанкового артиллерийского полка (1-й стрелковый корпус, 43-я армия, 1-й Прибалтийский фронт), затем командир орудия 17-й отдельной истребительно-противотанковой артиллерийской бригады РВГК (6-я гвардейская армия, 2-й Прибалтийский фронт), старшина.

## Биография
Василий Ефимович Тепляков родился в крестьянской семье в селе Арзамасцево Сарапульского уезда Вятской губернии (ныне — в Каракулинском районе Удмуртии). Окончил 3 класса школы, работал трактористом в колхозе.
В ряды Красной армии призывался Каракулинским военкоматом трижды: в 1935—1937 годах, в 1939—1940 годах и в 1941 году с началом Великой Отечественной войны.
20 и 21 апреля 1942 года у деревень Лобок и Верхнее Красное заместитель командира орудия наводчик сержант Тепляков уничтожил 8 укреплённых точек противника, один миномёт и орудие вместе с прислугой. Приказом по 4-й ударной армии Калининского фронта от 24 октября 1942 года он был награждён медалью «За отвагу».
6 июля 1944 года у населённого пункта Лынтупы Поставского района Витебской области командир орудия сержант Тепляков был ранен, но поле боя покидать отказался и продолжал уничтожать огневые точки противника. Его орудием уничтожен станковый пулемёт и до взвода солдат и офицеров противника. Приказом по 1-му стрелковому корпусу от 17 июля 1944 года он был награждён орденом Славы 3-й степени.
9 августа 1944 года в бою возле деревни Ужушиляй (Литва, 10 км севернее города Биржай) командир орудия старший сержант Тепляков со второго выстрела сжёг самоходное орудие противника и уничтожил около 35 солдат и офицеров противника. В тот же день он отразил 4 контратаки противника при отсутствии своей пехоты. Приказом по войскам 1-го Прибалтийского фронта от 22 ноября 1944 года он был награждён орденом Славы 2-й степени.
Старшина Тепляков 20 февраля 1945 года в 4,5 км севернее города Приекуле (Латвия) заменил вышедшего из строя командира огневого взвода, уничтожил противотанковую пушку, 6 огневых точек и свыше отделения солдат. 25 марта 1945 года в 18 км северо-восточнее Приекуле при отражении контратаки противника поджег 2 танка, истребил большое солдат и офицеров противника. Указом Президиума Верховного Совета СССР от 15 мая 1946 года командир орудия старшина Тепляков был награждён орденом Славы 1-й степени.
Старшина Тепляков демобилизовался в ноябре 1945 года, вернулся на родину. Работал в колхозе, был его председателем, работал на других должностях.
Скончался Василий Ефимович Тепляков 20 февраля 1972 года.